# Rio Băgara
O Rio Băgara é um rio da Romênia afluente do rio Sârbi, localizado no distrito de Hunedoara.